# Tjocknäbbad nightingaletangara
Tjocknäbbad nightingaletangara (Nesospiza wilkinsi) är en starkt hotad fågel i familjen tangaror som enbart förekommer isolerat på en enda ö i södra Atlanten.

## Utseende och läten
Tjocknäbbad nightingaletangara är en 18 cm lång finkliknande fågel med kraftig näbb. Ovansidan är enfärgat olivgrön, undersidan gulgrön med streck på buk och flanker. Den är gul på ansiktet och strupen och har ett kort men tydligt gult ögonbrynsstreck.

## Utbredning och status
Tjocknäbbad nightingaletangara förekommer enbart på ön Nightingale i ögruppen Tristan da Cunha i södra Atlanten. IUCN kategoriserar arten som akut hotad.

## Namn
Fågelns vetenskapliga artnamn hedrar den australiensiske polarforskaren och ornitologen Hubert Wilkins.